# Касла
Касла (ісп. Casla) — муніципалітет в Іспанії, у складі автономної спільноти Кастилія-і-Леон, у провінції Сеговія. Населення — 162 особи (2010).
Муніципалітет розташований на відстані близько 85 км на північ від Мадрида, 46 км на північний схід від Сеговії.

## Демографія
Динаміка населення (INE ):